# Hrana Vuković
Hrana Vuković je bio veliki vojvoda iz obitelji Kosača. Mlađi je sin Vuka Hrane i brat vojvode Vlatka Vukovića. Hrana je povećao ugled i moć obiteljskog roda. Ljudevit Thallóczy Hranu naziva "velikim knezom Bosanskoga Kraljevstva", a Marko Perojević "velikim vojvodom bosanskim". O djelovanju Hrane Vukovića ništa se ne zna. Hrana je imao sinove Sandalja Hranića, velikog vojvodu Bosne, Vukca, kneza, i Vuka, također kneza. Djed hercega Stjepana Vukčića Kosače.